# Gütersloher Verlagshaus
Das Gütersloher Verlagshaus (vormals Gütersloher Verlagshaus Gerd Mohn) ist ein deutscher Buchverlag mit Sitz in Gütersloh und München. Er wurde 1959 gegründet und geht auf die 1835 begonnene Verlagstätigkeit von Carl Bertelsmann zurück. Das Gütersloher Verlagshaus gehört zur Münchner Penguin Random House Verlagsgruppe, einer Tochtergesellschaft von Bertelsmann, und konzentriert sich heute vorwiegend auf theologische und religiöse Fach-, Sach- und Kinderbücher.

## Geschichte

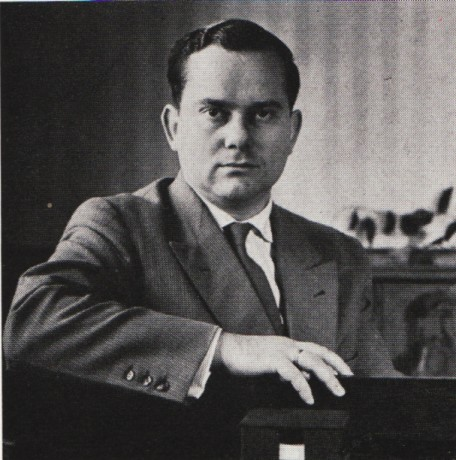
Gerd Mohn (1959)

### Keimzelle von Bertelsmann
1835 gründete Carl Bertelsmann in Gütersloh einen Verlag für religiöse Schriften. Dieser erweiterte bereits zu Beginn des 20. Jahrhunderts sein religiös-theologisches Programm um Literatur aus dem Unterhaltungsbereich. Ende der 1930er-Jahre kaufte Bertelsmann das evangelische Verlagshaus Rufer in Wuppertal und bündelte unter seinem Dach das theologische und religiöse Programm. Hintergrund war eine Verordnung der Reichsschrifttumskammer aus dem Jahr 1939, die Verlage mit einem belletristischen und weltanschaulich-konfessionellen Programm zwang, sich auf einen der Themenbereiche zu beschränken.

### Gründung des Verlags
Nach dem Ende des Zweiten Weltkriegs erfuhr das Verlagswesen großes Wachstum, das nicht zuletzt durch Gründung der Buchgemeinschaft Lesering (später Club Bertelsmann genannt) befördert wurde. Reinhard Mohn, der den Verlag nach seinem Vater Heinrich in fünfter Generation führte, veranlasste in den 1950er-Jahren die Gründung der C. Bertelsmann KG als Holding und zugleich die Neustrukturierung des Verlagsbereichs. Dies führte zur Entstehung des Sigbert Mohn Verlags für Literatur, Kunst, Zeitgeschichte und Jugendbuch; der C. Bertelsmann Verlag konzentrierte sich auf Ratgeber und Sachbücher; das Gütersloher Verlagshaus bündelte religiöse und theologisch-wissenschaftliche Literatur.
Schon seit 1951 hatte Reinhard Mohns jüngerer Bruder Gerd die Leitung des Rufer Verlags inne. Unter seiner Führung blieb das Gütersloher Verlagshaus 1968, als alle Buchverlage von Bertelsmann in der Verlagsgruppe Bertelsmann zusammengeführt wurden, weitgehend selbstständig. Erst in den 1980er-Jahren wurde auch das Gütersloher Verlagshaus dem Unternehmensbereich Verlage von Bertelsmann zugeordnet.

### Zukäufe und Integration
Nachdem der Verlag sein Programm in den 1960er, 1970er und 1980er Jahren ausgebaut hatte, bildete der Kauf des Christian Kaiser Verlags im Jahr 1993 einen Meilenstein. Das Gütersloher Verlagshaus konnte mit dieser Akquisition das Werk bedeutender zeitgenössische Autoren wie Jürgen Moltmann und Gerd Theißen in sein Programm einfügen. Weiterhin sicherte es sich so die Rechte am Gesamtwerk Dietrich Bonhoeffers.
1997 wurden vom Lambert Schneider Verlag die Rechte am Werk des jüdischen Philosophen, Theologen und Publizisten Martin Buber erworben. 1999 ging auch der Quell Verlag aus Stuttgart mit Werken bekannter Theologen wie beispielsweise Johannes Kuhn, Jörg Zink und Klaus Berger an das Gütersloher Verlagshaus.
In den 2000er-Jahren wurde das Gütersloher Verlagshaus organisatorisch in die Verlagsgruppe Random House integriert. Diese firmiert heute als Penguin Random House Verlagsgruppe und gehört zu Penguin Random House, einem Konzernbereich von Bertelsmann.

## Programm

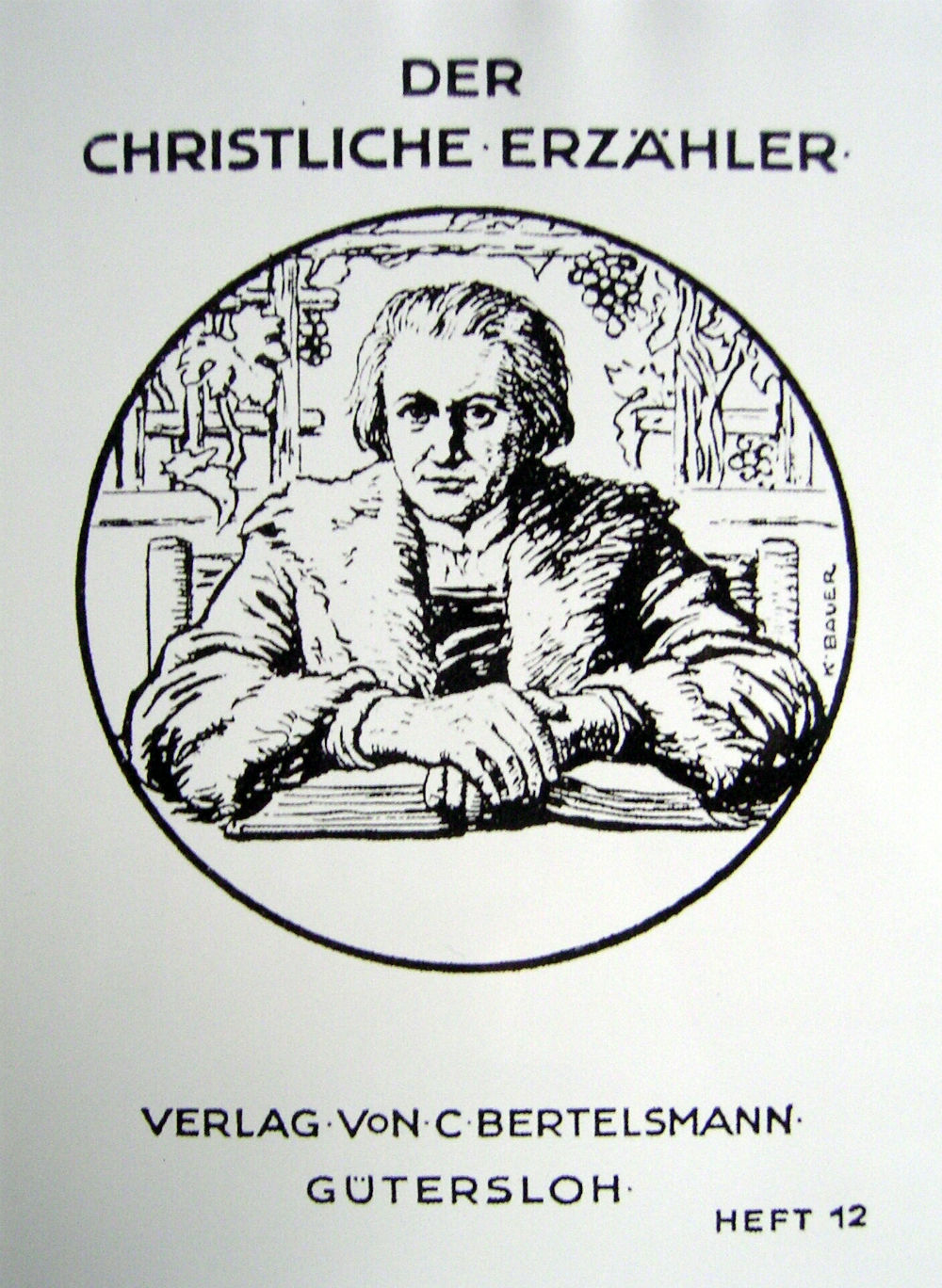
„Der christliche Erzähler“, Heft 12

### Religiöse Wurzeln
Die verlegerische Ausrichtung des C. Bertelsmann Verlags war unter der Leitung seines Gründers Carl Bertelsmann durch die Minden-Ravensbergische Erweckungsbewegung geprägt. Mehr als 100 Jahre lang verbreitete der Verlag in großer Stückzahl volkstümlich-kirchliche Erbauungsschriften, Missionsliteratur sowie Schul- und Gesangbücher. Erfolgreichster Titel war die von Johann Hinrich Volkening herausgegebene „Kleine Missionsharfe“.
Seit Beginn des 20. Jahrhunderts erhielt die Unterhaltungsliteratur zunehmende wirtschaftliche Bedeutung, während die Theologie an Relevanz verlor. Die Entwicklung setzte sich nach Ende des Zweiten Weltkrieges fort und kulminierte in der Zusammenführung der theologischen und religiösen Programmlinien im Gütersloher Verlagshaus.

### Thematische Öffnung
Unter der Leitung Gerd Mohns öffnete sich der bis dahin eher konservativ-lutherisch geprägte Verlag einer liberalen Theologie protestantischer Prägung. Themen ökumenischer und feministischer Theologie, des Dialogs der Weltreligionen und insbesondere des Gesprächs mit dem Judentum, befreiungstheologische Autoren oder auch moderne religionspädagogische Fragestellungen fanden nun Beachtung. Einen Schub erfuhr diese Entwicklung durch die Gründung der Taschenbuchreihe „GTB Siebenstern“ 1976. Zugleich blieb der Verlag seiner Nähe zur Evangelischen Kirche treu. Kirchliche Publikationen, Denkschriften, katechetische Werke und vor allem auch das Evangelische Gesangbuch sind zum Teil bis heute Teil des Programms.
Hansjürgen Meurer, Nachfolger Gerd Mohns in der Leitung des Verlages, konnte das theologische Programm durch wichtige Zukäufe erweitern. Mit der Eingliederung des Gütersloher Verlagshauses in die Verlagsgruppe Random House im Jahr 2005 und dem Wechsel der Verlagsleitung zu Ralf Markmeier begann der Aufbau eines Sachbuchprogramms. Vor allem mit Debattenbüchern zu gesellschaftspolitischen Themen und biografischen Titeln prominenter Autoren wie etwa Horst Lichter, Manfred Lütz und Hannes Jaenicke konnte der Verlag in den Folgejahren Aufmerksamkeit erzielen.

### Aktuelles Profil
Seit 2020 konzentriert sich das Gütersloher Verlagshaus unter Sigrid Fortkord, die den Verlag seit Januar 2018 leitet, in der Programmarbeit nun wieder verstärkt auf seinen religiösen und theologischen Programmkern. Veröffentlicht werden theologische und religiöse Fach-, Sach- und Kinderbücher sowie wissenschaftliche Reihenwerke. Thematisch sind die Publikationen nicht auf das Christentum beschränkt. Auch jüdische und islamische Autoren finden sich im Programm, ebenso wie ein breites Spektrum von Büchern, die Fragestellungen des interreligiösen Dialogs behandeln.
Wissenschaftliche Zeitschriften wie die „Evangelische Theologie“ oder die „Zeitschrift für Evangelische Ethik“ ergänzen das Buchprogramm. Hinzu kommen Zeitschriften mit religions- und gemeinde-pädagogischem Zuschnitt wie die „Was & Wie“ oder „KU-Praxis“. Im Themenfeld der Arbeitshilfen für die Gemeindearbeit gehört das Gütersloher Verlagshaus mit der Buchreihe „Gottesdienst Praxis“ sowie diversen Einzelpublikationen zu den führenden Anbietern im deutschen Sprachraum. Ein besonderer Schwerpunkt liegt dabei auf der Konfirmandenarbeit.

## Kritik

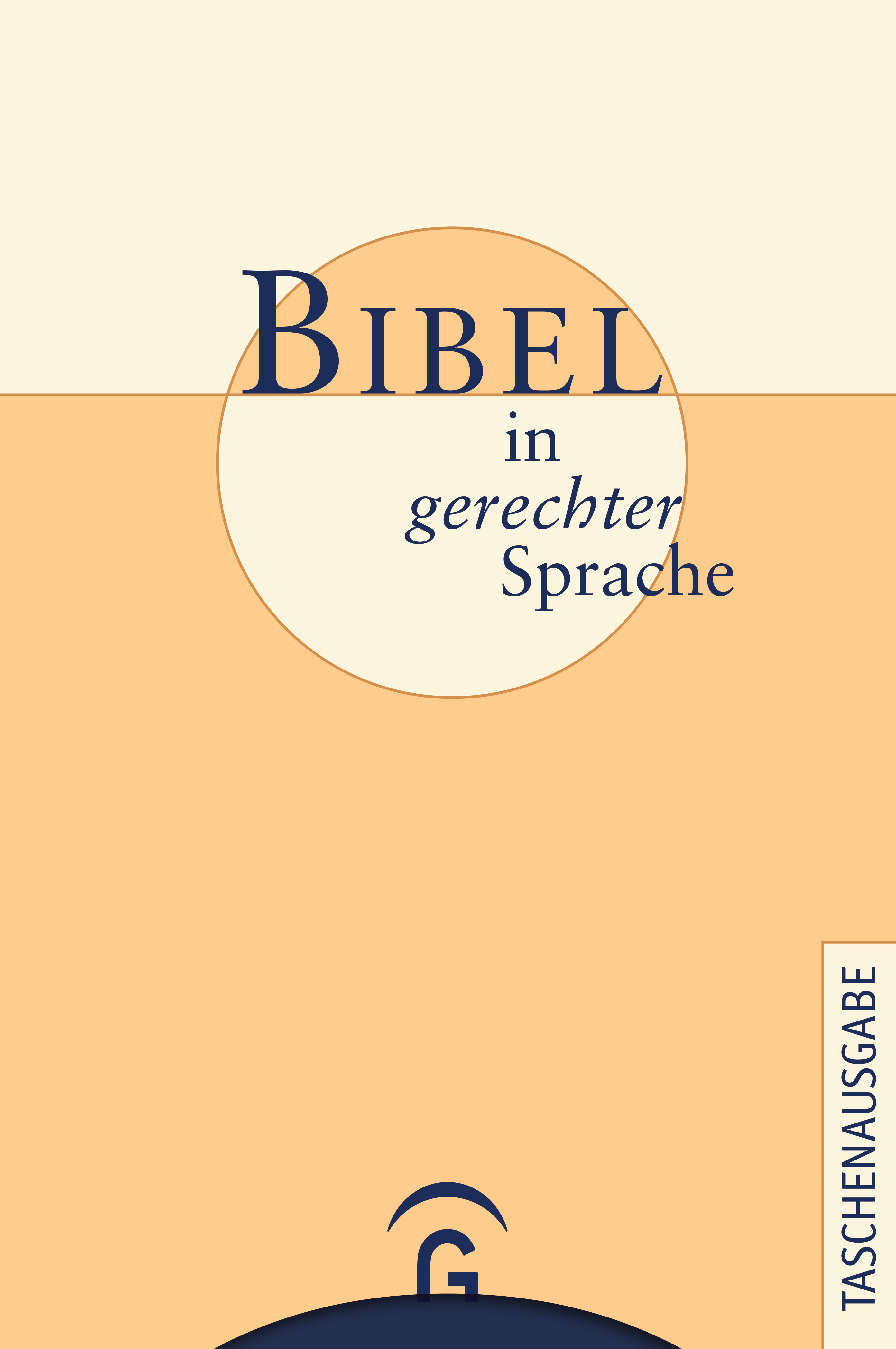
Cover der „Bibel in gerechter Sprache“ (2007)

### „Bibel in gerechter Sprache“
2007 entfachte die im Gütersloher Verlagshaus erschienene „Bibel in gerechter Sprache“ eine weit über den kirchlichen Raum hinausgehende öffentliche Debatte. Die Übersetzung beansprucht, Erkenntnisse der feministischen Theologie, des jüdisch-christlichen Dialogs, der Sozialethik und der Befreiungstheologie bei der Übersetzung des Urtextes erstmals angemessen zu berücksichtigen. Umstritten war, ob die Übersetzung die Aussageintention der Quellentexte tatsächlich besser treffe als bisherige Übersetzungen, oder ob sie nicht vielmehr aktuelle Debatten in die Übersetzung der Quellentexte eintrage.

### „Schwarzbuch Waldorf“
2008 geriet das „Schwarzbuch Waldorf“ von Michael Grandt in die Kritik, das von Beobachtern als „brutalstmögliche Aufklärung“ eingestuft wurde, bei der die Fakten auf der Strecke bleiben würden. Der Bund der Freien Waldorfschulen erwirkte vor dem Landgericht Stuttgart, dass der Verlag das Buch nicht ausliefern durfte. Letztlich beendeten beide Seiten ihren Streit mit einem Vergleich, im Rahmen dessen das Gütersloher Verlagshaus nicht auf den umstrittenen Passagen beharren durfte und der Bund der Freien Waldorfschulen Verfahrenskosten zu tragen hatte.

### „Schwarzbuch WWF“
2012 veröffentlichte das Gütersloher Verlagshaus das „Schwarzbuch WWF“ von Wilfried Huismann. Der Autor setzt sich mit fragwürdigen Praktiken des WWF auseinander. Die Organisation kritisierte, das Buch enthalte falsche Tatsachenbehauptungen und wehrte sich gegen die Verbreitung des Werkes. Die Verlagsgruppe Random House wiederum kritisierte die juristischen Maßnahmen des WWF. Zunächst wurde der Streit vor dem Landgericht Köln verhandelt, später einigten sich die Parteien außergerichtlich. Im Zuge dessen strich oder änderte man 21 Textstellen.